# Florencio Campomanes
Florencio Campomanes (Manila, 22 de febrer de 1927 - 3 de maig de 2010), fou un polític, jugador i àrbitre d'escacs, i dirigent i organitzador de competicions d'escacs. Fou president de la Federació Internacional d'Escacs entre 1982 i 1995.

## Resultats destacats en competició
Campomanes va assolir un nivell de mestre a les Filipines, i va guanyar el campionat d'escacs de les Filipines el 1956 i el 1960. Va representar al seu país a les Olimpíades d'escacs en el període entre 1956-1966.

## Organitzador
Sempre va presumir de ser amic de Ferdinand Marcos, i va tenir un paper important en l'organització d'esdeveniments escaquístics a l'Àsia (com l'organització del Campionat del món de 1978 a Baguio entre Anatoli Kàrpov i Víktor Kortxnoi), i posteriorment dins la FIDE, organització de la qual es va convertir en president el 1982.

### President de la FIDE
La seva presidència va ser molt controvertida, sobretot després de la decisió que va prendre d'aturar el matx pel títol mundial entre Karpov i Kaspàrov el 1984, potser sota la pressió de la Federació Soviètica. Els seus opositors l'acusen de pràctiques mafioses. No va poder evitar la ruptura amb l'Associació Professional d'Escacs (PCA) el 1993, una organització creada pel campió mundial Kaspàrov que va generar un cisma que va durar fins al 2006, amb un campió del món de la FIDE, d'una banda i un campió PCA de l'altra.
En la banda positiva de la balança, durant la seva presidència, molts països asiàtics i africans es van afiliar a la FIDE i va obtenir importants importants suports per a la seva reelecció fins a 1995, quan va cedir la presidència a Kirsan Iliumjínov.

### Episodis de corrupció
A partir de 2003, Campomanes va ser processat al seu país com a responsable pel desviament de fons en l'Olimpíada d'escacs de 1992, celebrada a Manila. La Cort Suprema de les Filipines el va absoldre el desembre de 2006.
El 2 de febrer de 2007, va patir un greu accident de trànsit a prop d'Antalya, a Turquia. Va morir de càncer el 3 maig 2010.